# Eksjö Tattoo
Eksjö International Tattoo är ett svenskt militärmusikaliskt evenemang. Tattooet genomförs på uppdrag av Eksjö kommun, i samarbete med Försvarsmakten (Eksjö garnison) och Svenska kyrkan.
Tattoo i Eksjö genomfördes för första gången 1989 och evenemanget är Sveriges enda internationella evenemang för militärmusik.
Under åren har Eksjö International Tattoo gästats av musikkårer från ett stort antal länder.
Nästkommande tattoo äger rum i juli 2026. 

## Tidigare medverkande
Eksjö International Tattoo 2024
| Japan Ground Self-Defense Forces Central Band                             | Japan          |
| Royal Band of the Belgian Navy                                            | Belgien        |
| Wachbataillon Berlin                                                      | Tyskland       |
| Flottans musikkår                                                         | Finland        |
| The Caberfeidh Massed Pipes & Drums med White Rose Highland Dance Company | Storbritannien |
| Helsingör Pigegarde                                                       | Danmark        |
| Hemvärnets Musikkår Eksjö                                                 | Sverige        |
| Marinens musikkår                                                         | Sverige        |
| Konferencier: Sofie Carme Solist: Niklas Asknergård                       | Sverige        |

Eksjö International Tattoo 2022
| Southern Highlanders Pipes & Drums         | Storbritannien |
| Fanfare Band of the National Reserve Corps | Nederländerna  |
| Bundeswehr Army Band Ulm                   | Tyskland       |
| Olomouc Military Band + hedersvakt         | Tjeckien       |
| National Armed Forces Army Orchestra       | Lettland       |
| Hemvärnets Musikkår Östergötland           | Sverige        |
| Hemvärnets Musikkår Eksjö                  | Sverige        |
| Solist: Matilda Ambré                      | Sverige        |
| Konferencier: Sofie Carme                  | Sverige        |
|                                            |                |

Eksjö International Tattoo 2020 och 2018 – inställt
Eksjö International Tattoo 2016
| The Band of Her Majesty´s Royal Marines Portsmouth | Storbritannien |
| Garrison Band of Hódmezvásárhely                   | Ungern         |
| Søværnets Tamburkops                               | Danmark        |
| Southern Highlanders Pipes & Drums                 | Storbritannien |
| Ungdomsmusikkåren Auseklītis                       | Lettland       |
| John Bauer Brass                                   | Sverige        |
| Engelholm Marching Band                            | Sverige        |
| Jönköpings Kammarkör                               | Sverige        |
| Hemvärnets Musikkår Södertörn                      | Sverige        |
| Hemvärnets Musikkår Eksjö                          | Sverige        |

Eksjö International Tattoo 2014
| Norska Gardesveteranernas musik- och drilltropp | Norge         |
| Estniska Arméns Stabsmusikkår                   | Estland       |
| Dutch Pipes And Drums                           | Nederländerna |
| Marinens Musikkår                               | Sverige       |
| Linköpings Skolmusikkår                         | Sverige       |
| Rikshemvärnschefens Paradmusikkår               | Sverige       |
| Royal Fire Brigade Band                         | Sverige       |
| Hemvärnets MusikkårEksjö                        | Sverige       |
| Hans Josefsson,sångsolist                       | Sverige       |

Eksjö International Tattoo 2012
| Musikkorps Kaiser und Königliches Infreg | Österrike      |
| The Household Troops Band                | Storbritannien |
| Fanfarekorps der Genie                   | Nederländerna  |
| Roskilde Garden                          | Danmark        |
| Arméns Musikkår                          | Sverige        |
| Marinens Ungdomsmusikkår                 | Sverige        |
| Smålands Husarer                         | Sverige        |
| Smålands Karoliner                       | Sverige        |
| Hemvärnets Musikkår Eksjö                | Sverige        |
| Eksjö Folkdanslag                        | Sverige        |
| Jill Svensson, sångsolist                | Sverige        |

Eksjö International Tattoo 2010
| Bursa Mehter Band                        | Turkiet        |
| Armeniens Generalstabsmusikkår           | Armenien       |
| 150:e Transportregementets Musikkår      | Storbritannien |
| Flygvapnets Representationsmusikkår      | Polen          |
| Finska Beväringsmusikkåren               | Finland        |
| Bad Kissingens Ungdomsmusikkår           | Tyskland       |
| Pipes & Drums of the 1st Royal Engineers | Sverige        |
| Göteborg Drumcorps                       | Sverige        |
| Hemvärnets Musikkår Eksjö                | Sverige        |

Eksjö International Tattoo 2008
| Lettiska Arméns Infanterimusikkår             | Lettland    |
| Dansgruppen Bramani                           | Lettland    |
| Vitryska Arméns Centralmusikkår               | Vitryssland |
| H M Kongens Gardes Veteranmusikkår            | Norge       |
| H M Kongens Gardes Veteraners Drillkontingent | Norge       |
| Arméns Musikkår                               | Sverige     |
| Marinens Ungdomsmusikkår                      | Sverige     |
| Smålands Karoliner                            | Sverige     |
| Hemvärnets Musikkår Eksjö                     | Sverige     |

Eksjö International Tattoo 2006
| Calgary Round Up Band        | Kanada         |
| Søværnets Tamburkorps        | Danmark        |
| Prins Jørgens Garde          | Danmark        |
| Greve Pigegarde              | Danmark        |
| Glencorse Pipe Band          | Storbritannien |
| Marinens Musikkår            | Sverige        |
| Svea Livgardes Fältpiparkår  | Sverige        |
| Svea Livgardes Musketerarkår | Sverige        |
| Hemvärnets Musikkår Eksjö    | Sverige        |